# Parrilla II
Parrilla II es una localidad del municipio de Centro ubicado en la subregión centro del estado mexicano de Tabasco.

## Geografía
La localidad de Parrilla II se sitúa en las coordenadas geográficas 17°52′32″N 92°55′36″O / 17.875556, -92.926667, a una elevación de 16 metros sobre el nivel del mar.

## Demografía
Según el Conteo de Población y Vivienda 2020, efectuado por el Instituto Nacional de Estadística y Geografía, la localidad de Parrilla II tiene 10,427 habitantes, de los cuales 4,967 son del sexo masculino y 5,460 del sexo femenino. Su tasa de fecundidad es de 1.83 hijos por mujer y tiene 3,023 viviendas particulares habitadas.
| Gráfica de evolución demográfica de Parrilla II entre 1990 y 2020 |
|                                                                   |
| INEGI.                                                            |